# 克里斯蒂 (加利福尼亞州)
克里斯蒂（英語：Christie）是位於美國加利福尼亞州康特拉科斯塔縣的一個非建制地區。該地的面積和人口皆未知。

## 地理
克里斯蒂的座標為38°00′11″N 122°12′24″W / 38.00306°N 122.20667°W，而該地的平均海拔高度為89米（即288英尺）。